# 구시로군

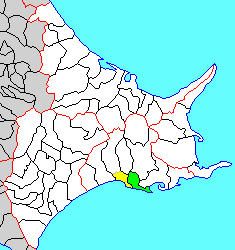
구시로 군의 위치

구시로군(일본어: 釧路郡)은 일본 홋카이도 구시로 지청의 군이다.
인구 18,319명, 면적 252.66km², 인구밀도 72.5명/km².(2025년 2월 28일, 주민기본대장인구)
이하 1정으로 구성된다.
- 구시로정(釧路町)

## 역사
에도 시대의 구시로 군역은 마쓰마에번에 의해 설치된 구스리 장소에 포함되었다. 에도 시대 후기, 구시로 군역은 동 에조치에 속하고 있었다. 국방을 위해 1799년에 구시로 군역은 천령이 되었다. 1869년 구시로 군이 두어졌고 홋카이도 구시로국에 속했다.